# Aleksandr Gorfunkiel
Aleksandr Chaimowicz Gorfunkiel (ros. Алекса́ндр Хаи́мович Горфу́нкель, ang. Alexander Gorfunkel; ur. 11 lipca 1928 w Leningradzie, zm. 26 kwietnia 2020 w Bostonie) – radziecki i rosyjski historyk żydowskiego pochodzenia, kandydat nauk historycznych, doktor nauk filozoficznych, specjalista w zakresie Renesansu włoskiego. Był autorem podręcznika akademickiego pt. „Filozofia epoki Odrodzenia” i licznych publikacji naukowych. W 1993 roku wraz ze swoją żoną wyemigrował do Stanów Zjednoczonych, gdzie rozpoczął pracę przy Uniwersytecie Harvarda.